# Urapidyl
Urapidyl, urapidil – organiczny związek chemiczny, lek blokujący obwodowe receptory α1-adrenergiczne i w ten sposób obniżający ciśnienie krwi działając naczyniorozszerzająco. Dodatkowo lek obniża ciśnienie tętnicze poprzez ośrodkową stymulację receptorów α2-adrenergicznych oraz receptorów 5-hydroksytryptaminowych 1A (5-HT1A). Urapidil silniej rozszerza tętniczki niż żyły. W odróżnieniu od nitroprusydku sodu i nitrogliceryny, po podaniu tego leku nie dochodzi do aktywacji części współczulnej układu nerwowego, oraz nie występuje tachykardia i nadciśnienie w wyniku reakcji odbicia po zaprzestaniu podawania.